# Turnu Măgurele

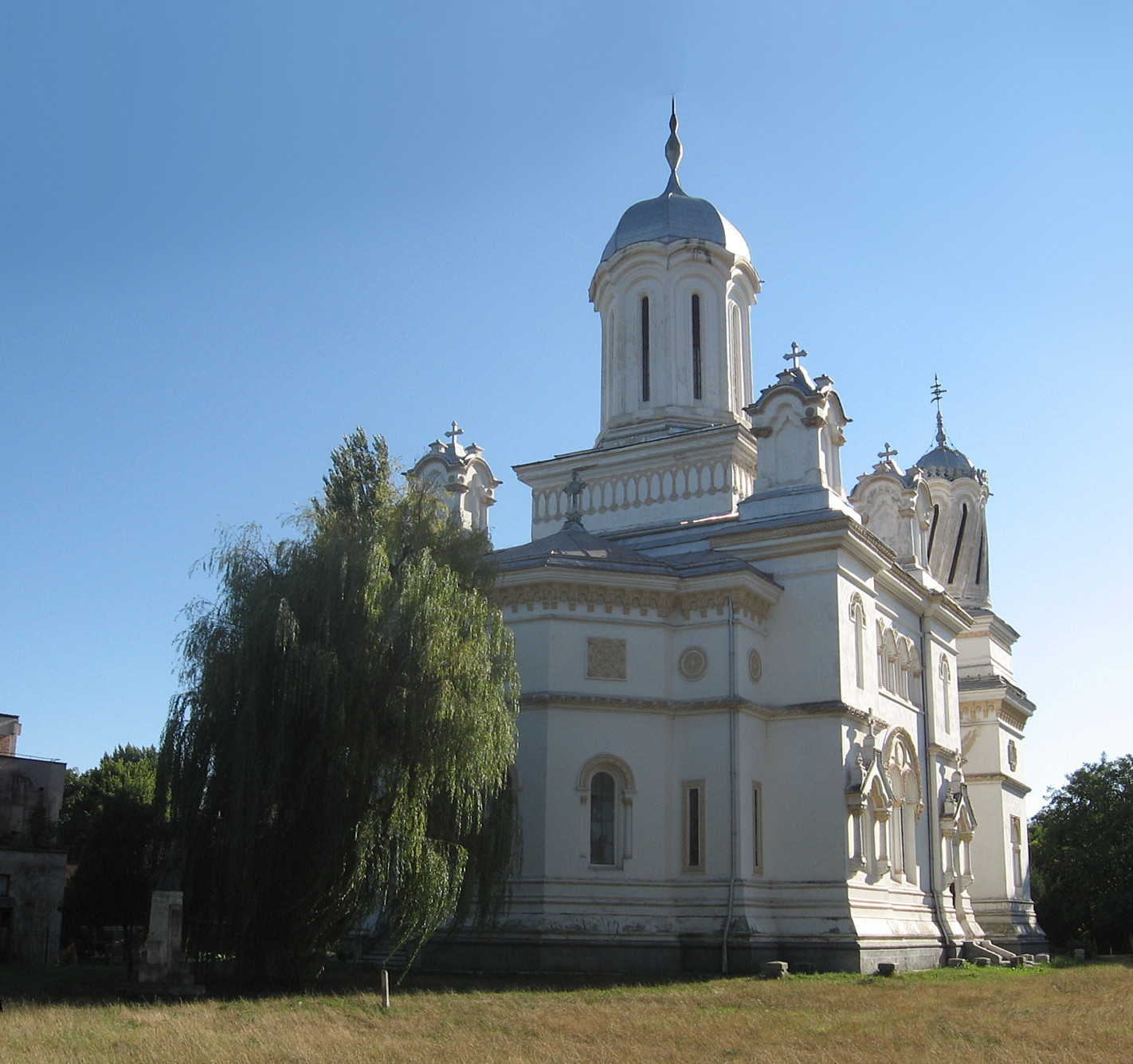
Orthodoxe Kirche Catedrala Sfântul Haralambie in Turnu Măgurele

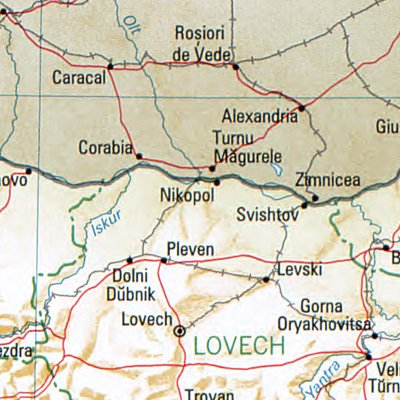
Turnu Măgurele und Umgebung

Turnu Măgurele (alte Bezeichnung Turnu; deutsch Großnikopel) ist eine Stadt im Kreis Teleorman in Rumänien.

## Lage
Turnu Măgurele liegt circa 125 km südwestlich von Bukarest an der Grenze zu Bulgarien am Rande der Walachei. Erbaut wurde Turnu Măgurele in der Nähe des mittelalterlichen Hafens Turnu. Die Stadt liegt nordöstlich des Zusammenflusses des Olt mit der Donau. Auf dem gegenüber liegenden, bulgarischen Südufer der Donau liegt Nikopol.

## Geschichte
Es existieren Überreste einer römischen Brücke über die Donau, die Konstantin der Große im Jahr 330 bauen hat lassen. Der Stadtname bedeutet übersetzt „Bergturm“ und bezieht sich auf den Turm eines Verteidigungswalls einer vom byzantinischen Herrscher Justinian I. im 6. Jahrhundert erbauten Festung. Ruinen hiervon sind heute noch vorhanden.
Turnu wurde 1417–1829 von den Osmanen beherrscht, beim gegenüberliegenden Nikopol schlugen die Türken 1396 ein ungarisch-französisch-rumänisches Kreuzfahrerheer und eroberten die Gebiete südlich der Donau.
Der Fluss Olt war bis ins 14. Jahrhundert und nochmals im 18. Jahrhundert die Grenze zwischen der Kleinen Walachei und der Großen Walachei, Turnu eine wichtige Grenzfestung.

## Persönlichkeiten
- Dumitru Popescu (1928–2024), Journalist, Schriftsteller und Politiker
- George Bălan (1929–2022), Philosoph, Musikwissenschaftler und Aphoristiker
- Ion Țăranu (1938–2005), Ringer
- Gabriela Silvia Beju (* 30. Mai 1947), Bildhauerin, hier geboren, lebt in Paris[3]
- Vali Ionescu-Constantin (* 1960), Leichtathletin
- Valentin Bădoi (* 1975), Fußballspieler
- Vasile Dárnea (* 1975), Violinist
- Ana Patan (* 1976), Fusionmusikerin

## Bevölkerungsentwicklung
Aus der Tabelle lässt sich die Entwicklung der Bevölkerungszahlen von Turnu Măgurele seit dem Anfang des 20. Jahrhunderts entnehmen.
| Jahr | Bevölkerungszahl | Datenquelle             |
| ---- | ---------------- | ----------------------- |
| 1900 | 08.668           | k. A.                   |
| 1977 | 32.341           | offizielle Volkszählung |
| 1992 | 36.966           | offizielle Volkszählung |
| 2002 | 30.089           | offizielle Volkszählung |
| 2006 | 28.297           | Berechnung              |
| 2011 | 24.772           | offizielle Volkszählung |
| 2021 | 19.597           | offizielle Volkszählung |